# Dohody z Osla

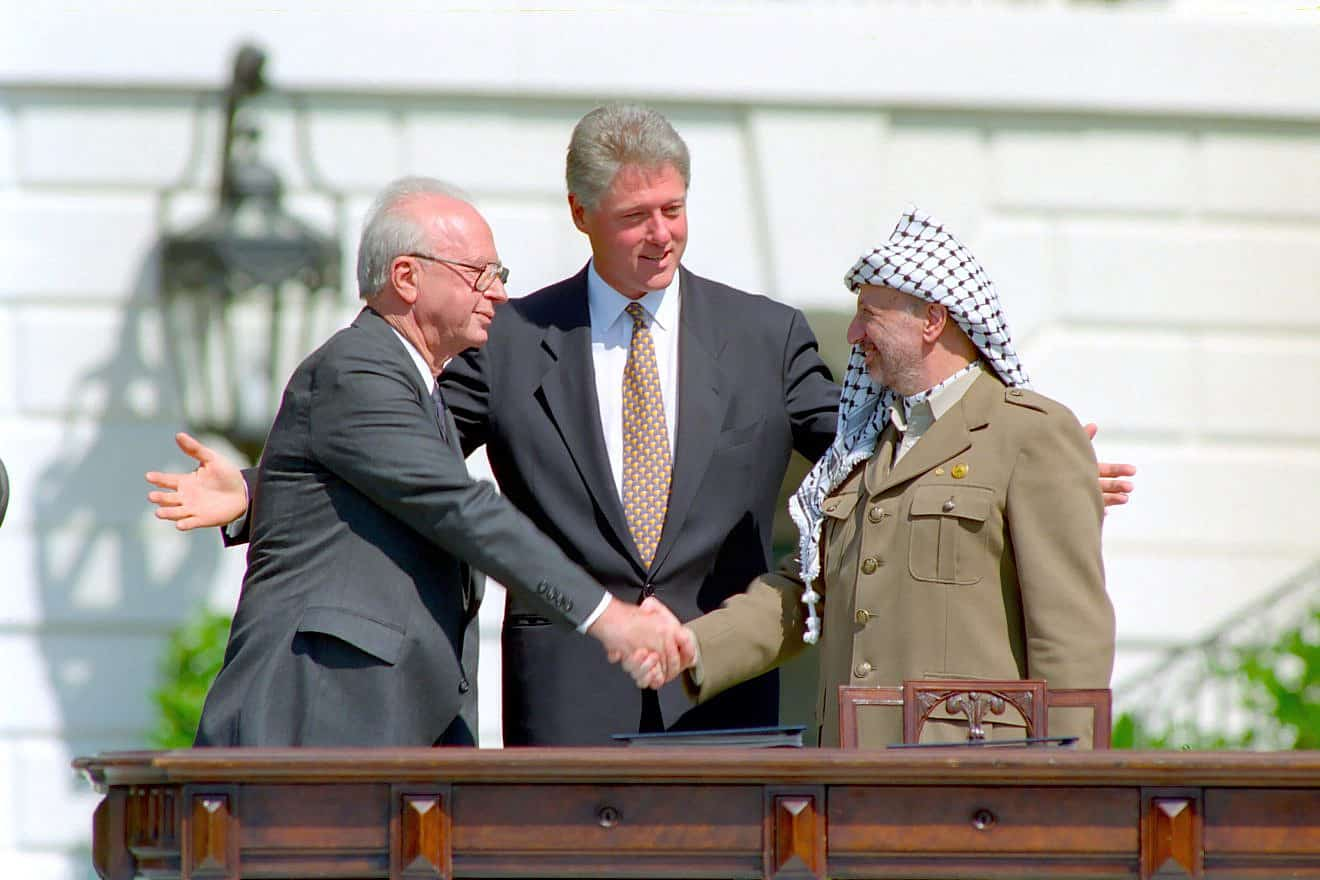
Zleva: Jicchak Rabin, Bill Clinton a Jásir Arafat po podepsání dohod z Osla na trávníku před Bílým domem ve Washingtonu, 13. září 1993

Dohody z Osla jsou dvě dohody mezi vládou Izraele a Organizací pro osvobození Palestiny (OOP), konkrétně dohoda z Osla I, podepsaná ve Washingtonu v DC v roce 1993 a dohoda z Osla II, podepsaná v egyptské Tabě v roce 1995. Název dohod odkazuje na norské hlavní město Oslo, kde probíhala jednání iniciovaná skupinou Norské výzkumné organizace (FAFO).
První dohoda z Osla v roce 1993 byla začátkem mírového procesu zaměřeného na dosažení mírové smlouvy založené na rezolucích Rady bezpečnosti OSN 242 a 338 a na naplnění „práva palestinského lidu na sebeurčení“. Mírový proces v Oslu začal po tajných jednáních v Oslu, která vedla k uznání státu Izrael Palestinskou osvobozeneckou organizací a uznání OOP Izraelem jako zástupce palestinského lidu a jako partnera při jednáních. Šlo o první dohodu, v níž palestinská strana uznala existenci Izraele.
Dohody z Osla vytvořily palestinskou samosprávu (nicméně ne palestinský stát), která má omezenou samosprávu na Západním břehu Jordánu a v pásmu Gazy, a uznaly OOP jako izraelského partnera při jednáních o trvalém stavu ohledně zbývajících otázek. Nejdůležitější otázky jsou okolo hranic Izraele a Palestiny, izraelských osad, postavení Jeruzaléma, vojenské přítomnosti Izraele na zbývajících územích po uznání palestinské autonomie Izraelem a palestinského práva na návrat. Mírové dohody také požadují, aby OOP ukončila terorismus a zrušila úmluvu, která vyžaduje zničení Izraele.

## Vývoj
Počátek procesu, který vyústil v Dohody z Osla, se datuje k říjnu roku 1991, kdy byla do Madridu svolána konference o míru na Blízkém východě. Jeho součástí byla bilaterální jednání mezi Izraelem a Palestinci, Sýrií, Libanonem a Jordánskem. V lednu 1992 pak probíhala multilaterální jednání v Moskvě na téma ekonomického rozvoje, životního prostředí, vody a uprchlíků. Celkem mezi Izraelci a Palestinci proběhlo deset kol jednání, avšak bez jakéhokoliv průlomu. Hlavním sporným bodem byla stavba židovských osad na obsazených územích. Dalším problémem byla platnost izraelského zákona zakazujícího přímý kontakt izraelských občanů s příslušníky OOP.
Mimo zmíněná jednání probíhaly tajné schůzky v Oslu, za účasti představitelů Izraele a členů OOP. Tyto tajné schůzky vyústily nakonec v roce 1993 v uzavření dohod nazvaných Declaration of Principles on Interim Self-Government Arrangement. Tzv. Mírová dohoda z Osla byla podepsána 13. září 1993 v Bílém domě ve Washingtonu, za izraelskou stranu premiérem Jicchakem Rabinem a za palestinskou stranu předsedou OOP Jásirem Arafatem. Za uzavření mírové dohody byla Jicchaku Rabinovi i Jásiru Arafatovi udělena Nobelova cena míru. Z mírových dohod vyplývalo, že má být po přechodnou dobu pěti let ustanovena Palestinská samospráva na území Západního břehu a pásma Gazy. Během tohoto období měly obě strany jednat o závěrečných otázkách týkajících se především otázky Jeruzaléma, palestinských uprchlíků, židovských osad, hranic a distribuci vody. Konečná dohoda měla být uzavřena v souladu s doporučením rezolucí Rady bezpečnosti OSN č. 242 a č. 338. Rozdělení palestinských obsazených území na zóny A, B, C se datuje právě k podepsání Dohod z Osla. Zóna A pak znamená území pod plnou palestinskou samosprávou, zóna B území pod palestinskou civilní správou a pod izraelskou bezpečnostní správou, zóna C pod plnou izraelskou správou.

### Protesty
Podepsání dohod z Osla se však, přestože se jednalo o významný krok na cestě k míru, ukázalo jako dosti kontroverzní krok. Bylo zřejmé, že tento mírový proces situaci značně zkomplikoval. Na palestinské politické scéně začala sílit opozice a to zejména organizací Hamás a Palestinský islámský džihád, které se proti OOP a smlouvám z Osla začaly vymezovat. Současně se začaly stupňovat i teroristické akce, kterým však v té době nedostatečně vyzbrojená a vycvičená palestinská policie (která v palestinských autonomních oblastech nahradila izraelské vojáky) nebyla schopna účinně čelit. Mírový proces a jeho důsledky vyvolal reakci i v Izraeli, kde se proti dohodám vymezila nejsilnější opoziční pravicová strana Likud a další pravicová uskupení.
Těžkou ránu pro mírový proces zasadil 25. února 1994 židovský osadník Baruch Goldstein, který ve snaze zastavit mírový proces postřílel 29 modlících se Arabů v Jeskyni patriarchů v Hebronu (tzv. masakr v Jeskyni patriarchů). Palestinští radikálové využili tento incident jako záminku k rozpoutání násilí. Novým jevem se staly sebevražedné atentáty, na které Izraelci reagovali vojenskými zásahy a uzávěrami palestinských území. Tyto ofenzivní akce však palestinskou autonomii, která je na Izraeli ekonomicky závislá, ruinovaly. Mírový proces však i přes tyto problémy pokračoval a mezi Jicchakem Rabinem a Jásirem Arafatem byla s několikaměsíční prodlevou podepsána dohoda o odchodu izraelských jednotek z pásma Gazy a z Jericha. Prezidentem Palestinské samosprávy se pak oficiálně stal Jásir Arafat a 1. července 1994 přesunul své sídlo z Tuniska do Gazy.

### Přechodná dohoda Oslo II
Po zdlouhavých jednáních byla 28. září 1995 ve Washingtonu podepsána dohoda o rozšíření autonomie Západního břehu a Pásma Gazy, tzv. Oslo II, za izraelskou stranu premiérem Jicchakem Rabinem a za palestinskou stranu Jásirem Arafatem. Svatá místa na Západním břehu byla předána do rukou Palestinců s výjimkou Jeskyně patriarchů v Hebronu a byla formulována speciální ujednání pro Ráchelin hrob v Betlémě a Josefův hrob v Nábulusu. Tato ujednání zaručovala volný přístup ke všem místům. V dohodě se Izrael zavázal zvýšit objem vody pro Palestince na 28 milionů krychlových litrů ročně. Na základě smlouvy mělo být postupně propuštěno 5 až 6 tisíc palestinských vězňů zadržovaných v izraelských věznicích. Proti smlouvě se však zvedla vlna protestů a to jak na palestinských autonomních územích tak v Izraeli. V Izraeli se krajním projevem odporu proti dohodám z Osla stal atentát na Jicchaka Rabina spáchaný 4. listopadu 1995 izraelským extremistou Jigalem Amirem. Na palestinských územích pak palestinský Islámský džihád vyzval k pokračování boje proti Izraeli.
Po Rabinově smrti začal mírový proces stagnovat. Podepsalo se na tom i vítězství strany Likud a jejího lídra Benjamina Netanjahua ve volbách roku 1996, kdy byl poražen Rabinův nástupce a spoluautor dohod z Osla Šimon Peres ze Strany práce. Na palestinské politické scéně došlo k posilování pozic Hamásu vůči Arafatově OOP. Mezi Izraelci a Palestinci nedošlo k žádnému pokroku ani po mimořádných parlamentních a prezidentských volbách v Izraeli 17. května 1999, kdy zvítězil blok Strany práce vedený Ehudem Barakem. Naopak po neúspěchu summitu v Camp Davidu v červenci 2000 došlo k nárůstu nepřátelství, které nakonec vedlo k vypuknutí palestinské druhé intifády (2000–2005).

## FilmMírová dohoda z Osla
Mírová dohoda z Osla (v originálu The Oslo Diaries) je izraelsko-kanadský dokument z roku 2018 režiséra Mor Loushyho a Daniela Sivana. Pojednává o mírových jednáních o Blízkém východě v 90. letech mezi Izraelem a Palestinou. Film měl premiéru na filmovém festivalu Sundance 2018. Premiérový debut byl 13. března 2018 na HBO.
Film byl nominován na filmovém festivalu Sundance na cenu hlavní poroty. Dále byl nominovaný za historický dokument na cenu Emmy.